# Hidróxido de sodio
El hidróxido de sodio (NaOH), hidróxido sódico o hidrato de sodio, también conocido como sosa cáustica (en España, México y Guatemala) o soda cáustica (en el resto de Hispanoamérica), es un hidróxido cáustico usado en la industria (principalmente como una base) en la fabricación de papel, tejidos y detergentes. Además, se utiliza en la industria petrolera en la elaboración de lodos de perforación base agua. A nivel doméstico, son reconocidas sus utilidades para desbloquear tuberías de desagües de cocinas y baños, fabricar jabón casero, entre otros.  
A temperatura ambiente, el hidróxido de sodio es un sólido blanco cristalino sin olor que absorbe la humedad del aire (higroscópico). Es una sustancia manufacturada. Cuando se disuelve en agua o se neutraliza con un ácido libera una gran cantidad de calor que puede ser suficiente como para encender materiales combustibles. El hidróxido de sodio es muy  corrosivo. Generalmente se usa en forma sólida o como una solución de 50 %.
El hidróxido de sodio es una base altamente corrosiva que descompone las proteínas a temperaturas ambientales normales y puede causar graves  quemaduras químicas. Es muy soluble en agua y absorbe fácilmente la humedad y el dióxido de carbono del aire. Forma una serie de hidratos NaOH-nH
2O. El monohidrato NaOH-H
2O cristaliza a partir de soluciones acuosas entre 12,3 y 61,8 °C. El "hidróxido de sodio" disponible en el mercado suele ser este monohidrato, y los datos publicados pueden referirse a él en lugar del compuesto anhidro. 
Como uno de los hidróxidos más sencillos, el hidróxido de sodio se utiliza con frecuencia junto con el agua neutra y el ácido clorhídrico para demostrar la escala de pH a los estudiantes de química.
El hidróxido de sodio se utiliza en muchas industrias: en la fabricación de pulpa y papel,  textiles, agua potable,  jabones y detergentes, y como limpiador de desagües. La producción mundial en 2004 fue de aproximadamente 60 millones de toneladas, mientras que la demanda fue de 51 millones de toneladas.

## Propiedades

### Propiedades físicas
El hidróxido de sodio puro es un sólido cristalino incoloro que funde a 318 °C (604,4 °F)  sin descomponerse, y con un punto de ebullición de 1388 °C (2530,4 °F). Es altamente soluble en agua, con una menor solubilidad en disolventes polares como etanol y metanol. El NaOH es insoluble en éter y otros disolventes no polares.
De forma similar a la hidratación del ácido sulfúrico, la disolución del hidróxido de sodio sólido en agua es una reacción altamente exotérmica en la que se libera una gran cantidad de calor, lo que supone una amenaza para la seguridad por la posibilidad de salpicaduras. La solución resultante suele ser incolora e inodora. Como ocurre con otras soluciones alcalinas, se siente resbaladiza al contacto con la piel debido al proceso de saponificación que se produce entre el NaOH y los aceites naturales de la piel.

#### Viscosidad
Las soluciones acuosas concentradas (50%) de hidróxido de sodio tienen una viscosidad característica, 78 mPa-s, que es mucho mayor que la del agua (1,0 mPa-s) y cercana a la del aceite de oliva (85 mPa-s) a temperatura ambiente. La viscosidad del NaOH acuoso, como la de cualquier producto químico líquido, está inversamente relacionada con su temperatura de servicio, es decir, su viscosidad disminuye al aumentar la temperatura, y viceversa. La viscosidad de las soluciones de hidróxido de sodio juega un papel directo en su aplicación, así como en su almacenamiento.

#### Hidratos
El hidróxido de sodio puede formar varios hidratos NaOH-nH
2O, que dan lugar a un complejo «diagrama de solubilidad» que fue descrito en detalle por Spencer Umfreville Pickering en 1893. Los hidratos conocidos y los rangos aproximados de temperatura y concentración (porcentaje en masa de NaOH) de sus soluciones de agua saturada son:
- Heptahidrato, NaOH-7H
2O: de -28 °C (18,8%) a -24 °C (22,2%).[7]
- Pentahidrato, NaOH-5H
2O: de -24 °C (22,2%) a -17,7 (24,8%).[7]
- Tetrahidrato, NaOH-4H
2O, forma α: de -17,7 (24,8%) a +5,4 °C (32,5%).[7][8]
- Tetrahidrato, NaOH-4H
2O, forma β: metaestable.[7][8]
- Trihemihidrato, NaOH-3.5H
2O: de +5,4 °C (32,5%) a +15,38 °C (38,8%) y luego a +5,0 °C (45,7%).[7][2]
- Trihidrato, NaOH-3H
2O: metaestable.[7]
- Dihidrato, NaOH-2H
2O: de +5,0 °C (45,7%) a +12,3 °C (51%).[7][2]
- Monohidrato, NaOH-H
2O: de +12,3 °C (51%) a 65,10 °C (69%) y luego a 62,63 °C (73,1%).[7][9]

Los primeros informes hacen referencia a hidratos con n = 0,5 o n = 2/3, pero posteriores investigaciones minuciosas no lograron confirmar su existencia.
Los únicos hidratos con puntos de fusión estables son NaOH-H
2O (65,10 °C) y NaOH-3,5H
2O (15,38 °C). Los demás hidratos, excepto los metaestables NaOH-3H
2O y NaOH-4H
2O (β) pueden cristalizarse a partir de soluciones de la composición adecuada, como se ha indicado anteriormente. Sin embargo, las soluciones de NaOH pueden sobreenfriarse fácilmente muchos grados, lo que permite la formación de hidratos (incluidos los metaestables) a partir de soluciones con diferentes concentraciones.
Por ejemplo, cuando se enfría una solución de NaOH y agua con una relación molar de 1:2 (52,6% de NaOH en masa), el monohidrato normalmente empieza a cristalizar (a unos 22 °C) antes que el dihidrato. Sin embargo, la solución puede sobreenfriarse fácilmente hasta -15 °C, momento en el que puede cristalizar rápidamente como dihidrato. Cuando se calienta, el dihidrato sólido puede fundirse directamente en una solución a 13,35 °C; sin embargo, una vez que la temperatura supera los 12,58 °C. suele descomponerse en monohidrato sólido y una solución líquida. Incluso el hidrato n = 3,5 es difícil de cristalizar, porque la solución se sobreenfría tanto que otros hidratos se vuelven más estables.
Una solución de agua caliente que contiene un 73,1% (masa) de NaOH es un eutéctico que se solidifica a unos 62,63 °C como una mezcla íntima de cristales anhidros y monohidratos.
Una segunda composición eutéctica estable tiene un 45,4% (masa) de NaOH, que se solidifica a unos 4,9 °C en una mezcla de cristales del dihidrato y del 3,5-hidrato.
El tercer eutéctico estable tiene un 18,4% (masa) de NaOH. Se solidifica a unos -28,7 °C como una mezcla de hielo de agua y el heptahidrato NaOH-7H
2O.
Cuando se enfrían soluciones con menos del 18,4% de NaOH, el agua hielo cristaliza primero, dejando el NaOH en solución.
La forma α del tetrahidrato tiene una densidad de 1,33 g/cm3. Se funde congruentemente a 7,55 °C en un líquido con 35,7% de NaOH y densidad 1,392 g/cm3, por lo que flota en él como el hielo en el agua. Sin embargo, a unos 4,9 °C puede, en cambio, fundirse incongruentemente en una mezcla de NaOH-3,5H
2O sólido y una solución líquida.
La forma β del tetrahidrato es metaestable, y a menudo se transforma espontáneamente en la forma α cuando se enfría por debajo de -20 °C. Una vez iniciada, la transformación exotérmica se completa en pocos minutos, con un aumento del 6,5% del volumen del sólido. La forma β puede cristalizarse a partir de soluciones sobreenfriadas a -26 °C, y se funde parcialmente a -1,83 °C.
El "hidróxido de sodio" del comercio suele ser el monohidrato (densidad 1,829 g/cm3). Los datos físicos de la literatura técnica pueden referirse a esta forma, en lugar del compuesto anhidro.

#### Estructura de los cristales
El NaOH y su monohidrato forman cristales ortorrómbicos con los grupos espaciales Cmcm (oS8) y Pbca (oP24), respectivamente. Las dimensiones de la celda del monohidrato son a = 1,1825, b = 0,6213, c = 0,6069 nm. Los átomos están dispuestos en una estructura de capas parecida a la hidrargilita/O Na O O Na O/... Cada átomo de sodio está rodeado por seis átomos de oxígeno, tres de ellos procedentes de aniones hidroxilo HO−
 y tres de moléculas de agua. Los átomos de hidrógeno de los hidroxilos forman fuertes enlaces con los átomos de oxígeno dentro de cada capa de O. Las capas de O adyacentes se mantienen unidas por enlaces de hidrógeno entre las moléculas de agua.

### Propiedades químicas

#### Reacción con ácidos
El hidróxido de sodio reacciona con los ácidos próticos para producir agua y las sales correspondientes. Por ejemplo, cuando el hidróxido de sodio reacciona con el ácido clorhídrico, se forma cloruro de sodio:
NaOH(aq) + HCl(aq)  →  NaCl(aq) +H
2O(l) 
En general, este tipo de reacciones de neutralización están representadas por una simple ecuación iónica neta:
OH−
(aq) + H+
(aq)  →  H
2O(l) 
Este tipo de reacción con un ácido fuerte libera calor, y por lo tanto es exotérmica. Este tipo de reacción ácido-base puede utilizarse también para valoración. Sin embargo, el hidróxido de sodio no se utiliza como patrón primario porque es higroscópico y absorbe dióxido de carbono del aire.

#### Reacción con óxidos ácidos
El hidróxido de sodio también reacciona con óxidos ácidos, como el dióxido de azufre. Este tipo de reacciones se utilizan a menudo para "escrubar" los gases ácidos nocivos (como SO2 y H2S) producidos en la combustión del carbón y así evitar su liberación a la atmósfera. Por ejemplo,
2 NaOH + SO
2  →  Na
2SO
3 + H
2O 

#### Reacción con metales y óxidos
El vidrio reacciona lentamente con soluciones acuosas de hidróxido de sodio a temperatura ambiente para formar silicatos solubles. Por ello, las juntas y llaves de paso de vidrio expuestas al hidróxido de sodio tienen tendencia a "congelarse". [Los frascos de laboratorio y los reactores químicos revestidos de vidrio resultan dañados por la exposición prolongada al hidróxido de sodio caliente, que también congela el vidrio. El hidróxido de sodio no ataca al hierro a temperatura ambiente, ya que el hierro no tiene propiedades  anfóteras (es decir, solo se disuelve en ácido, no en base). 
Sin embargo, a altas temperaturas (por ejemplo, por encima de los 500 °C), el hierro puede reaccionar  endotérmicamente con el hidróxido de sodio para formar óxido de hierro(III), sodio metálico e hidrógeno gaseoso. Esto se debe a la menor entalpía de formación del óxido de hierro(III) (-824,2 kJ/mol) en comparación con el hidróxido de sodio (-500 kJ/mol) y al cambio de entropía positivo de la reacción, que implican espontaneidad a altas temperaturas (ΔST>ΔH, ΔG<0) y no espontaneidad a bajas temperaturas (ΔST<ΔH, ΔG>0). Consideremos la siguiente reacción entre hidróxido de sodio fundido y limaduras de hierro finamente divididas:
4 Fe + 6 NaOH  →  2 Fe
2O
3 + 6 Na + 3 H
2 
Sin embargo, algunos metales de transición pueden reaccionar enérgicamente con el hidróxido de sodio en condiciones más suaves.
En 1986, un camión cisterna de aluminio del Reino Unido se utilizó por error para transportar una solución de hidróxido de sodio al 25%, provocando la presurización del contenido y daños en el petrolero. La presurización se debió al gas hidrógeno que se produce en la reacción entre el hidróxido de sodio y el aluminio:
2 Al + 2 NaOH + 6 H
2O  →  2 NaAl(OH)
4 + 3 H
2 

## Producción
El hidróxido de sodio se produce industrialmente como una solución al 50% mediante variaciones del proceso cloroalcalino electrolítico. En este proceso también se produce cloro. A partir de esta solución se obtiene hidróxido de sodio sólido mediante la evaporación del agua. El hidróxido de sodio sólido se vende más comúnmente en forma de copos, prills y bloques fundidos.
En 2004, la producción mundial se estimó en 60 millones de toneladas secas de hidróxido de sodio y la demanda en 51 millones de toneladas. En 1998, la producción mundial total fue de unos 45 millones de toneladas. América del Norte y Asia aportaron cada una unos 14 millones de toneladas, mientras que Europa produjo unos 10 millones de toneladas. En Estados Unidos, el principal productor de hidróxido de sodio es Olin, que tiene una producción anual de unos 5,7 millones de toneladas en las instalaciones de Freeport, Texas, y Plaquemine, Luisiana, St Gabriel, Luisiana, McIntosh, Alabama, Charleston, Tennessee, Niagara Falls, Nueva York, y Becancour, Canadá.  Otros grandes productores estadounidenses son Oxychem, Westlake, Shintek y Formosa. Todas estas empresas utilizan el proceso cloroalcalino.
Históricamente, el hidróxido de sodio se producía tratando el carbonato de sodio con el hidróxido de calcio en una reacción de metátesis que aprovecha el hecho de que el hidróxido de sodio es soluble, mientras que el carbonato de calcio no lo es. Este proceso se denominó caustificación.
Ca(OH)
2(aq) + Na
2CO
3(s)  →  CaCO
3(s) + 2 NaOH(aq) 
Este proceso fue sustituido por el proceso cloroalcalino que se utiliza en la actualidad.
El hidróxido de sodio también se produce combinando sodio metálico puro con agua. Los subproductos son el gas hidrógeno y el calor, que a menudo da lugar a una llama.
2 Na + 2 H
2O  →  2 NaOH + H
2 
Esta reacción se utiliza comúnmente para demostrar la reactividad de los metales alcalinos en entornos académicos; sin embargo, no es comercialmente viable, ya que el aislamiento del sodio metálico se realiza típicamente por reducción o electrólisis.

## Aplicaciones y usos

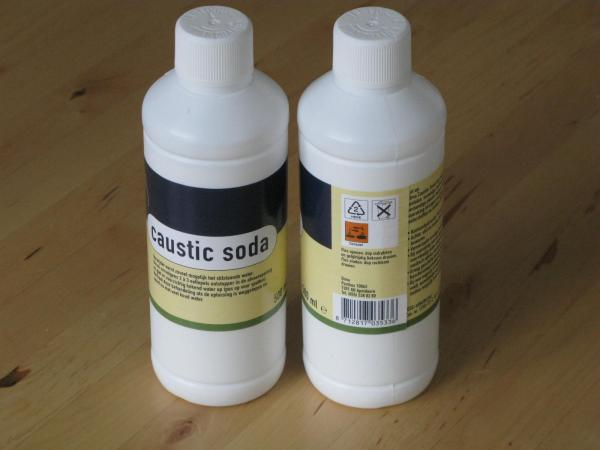
Las ferreterías utilizan hidróxido de sodio como un tipo de limpiador de drenaje.

El hidróxido de sodio se usa para fabricar jabones, crayón, papel, explosivos, pinturas y productos de petróleo. También se usa en el procesamiento de textiles de algodón, lavandería y blanqueado, revestimiento de óxidos, galvanoplastia y extracción electrolítica. Se encuentra comúnmente en  destapadores de cañerías y limpiadores de hornos. También se usa como eliminador de pintura y por los ebanistas para quitar pintura vieja de muebles de madera.
Se usa en la elaboración tradicional del cocido de la oliva de mesa, sobre todo en variedades de oliva como la manzanilla y la gordal.
También es importante su uso en la obtención de aluminio a partir de bauxita en el proceso Bayer.
El hidróxido de sodio, en su mayoría, se sintetiza por el método de caustificación, es decir, juntando otro hidróxido con unas oxosales de sodio.
El ejemplo de reacción muestra al hidróxido de calcio o cal apagada (proveniente del óxido de calcio o cal viva y el agua) juntándose con el carbonato de sodio (proveniente del ácido carbónico y el sodio) para formar el hidróxido de sodio y el carbonato de calcio.
Ca(OH)
2 (aq) + Na
2CO
3 (aq) → 2 NaOH
(aq) + CaCO
3 (s)
Aunque modernamente es fabricado por electrólisis en el proceso cloroalcalino de una solución acuosa de cloruro sódico o salmuera, también es un subproducto que resulta del proceso que se utiliza para producir cloro.
- Ánodo: 2Cl−
 → Cl
2 (gas) + 2e-
- Cátodo: 2H
2O + 2e- → H
2 + 2OH−

Al ir progresando la electrólisis se liberan los aniones cloruro, y son sustituidos por iones hidróxido que, combinados con los cationes sodio presentes en la disolución, forman el hidróxido sódico. Los cationes sodio no se reducen a sodio metálico, debido a su bajísimo potencial.
Se utiliza una solución de una pequeña porción de sosa diluida en agua en el método tradicional para producir margarina común, un pretzel y también para elaborar el lutefisk, comida tradicional de los países nórdicos a base de pescado.